# Walker-Zirkulation
Die Walker-Zirkulation (auch Walker-Zelle) ist ein Strömungskreislauf der Luft über dem äquatorialen Pazifik. Die Luft sinkt über dem Ostpazifik (vor Südamerika) ab, über dem Westpazifik (vor Indonesien) steigt sie auf. Dazwischen strömt sie bodennah westwärts, an der Tropopause ostwärts zurück.

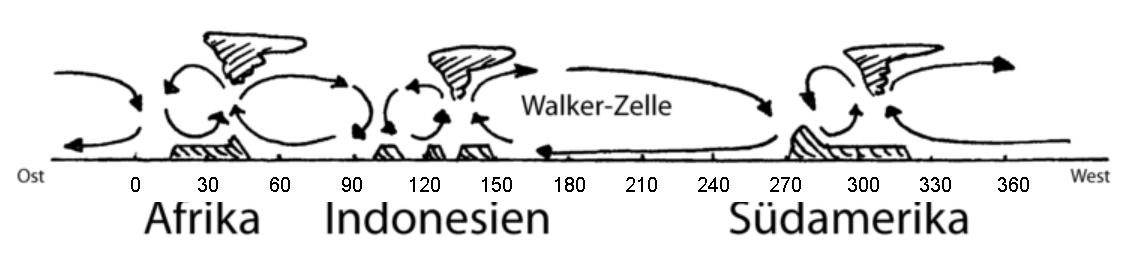
Strömungsmuster der äquatorialen Zirkulation mit Walker-Zelle

Die Walker-Zelle ist mit einer Ausdehnung von über 120 Längengraden die größte Zelle der äquatorialen Zirkulation. Diese ist über dem Indischen Ozean und dem Atlantik schwächer ausgeprägt. Dazwischen, über den Landmassen, zirkuliert die Luft entgegengesetzt. Der gemeinsame Antriebsmechanismus: Der Passat-Wind treibt warmes Oberflächenwasser vor die Ostküsten der Landmassen und legt vor den Westküsten kaltes Tiefenwasser frei. Entsprechend bilden sich dort Tief- bzw. Hochdruckgebiete. Die Tiefdruckgebiete sind in der Abbildung durch Wolken angedeutet.
Die Walker-Zirkulation ist nach dem englischen Meteorologen Gilbert Walker (1868–1958) benannt, der in den 1920er-Jahren eine Antikorrelation zwischen Luftdruck-Zeitreihen vom Ost- und Westpazifik entdeckte. Auffällig und erklärungsbedürftig waren die langwelligen Schwankungen, teils über Jahre. Heute als Ursache bekannt: die träge Verlagerung von Wassermassen, siehe El Niño-Southern Oscillation (ENSO).